# Dschabal Mischt
Der Dschabal Mischt (arabisch جبل مشط, DMG Ǧabal Mišṭ ‚Kamm-Berg‘, englische Umschrift Jebel Misht) ist ein Berg im Hadschar-Gebirge in Oman. Er erreicht eine Höhe von etwa 2090 m. Der Berg stellt mit seiner nahezu 1000 Meter hohen Südostwand eine Herausforderung für Bergsteiger dar.

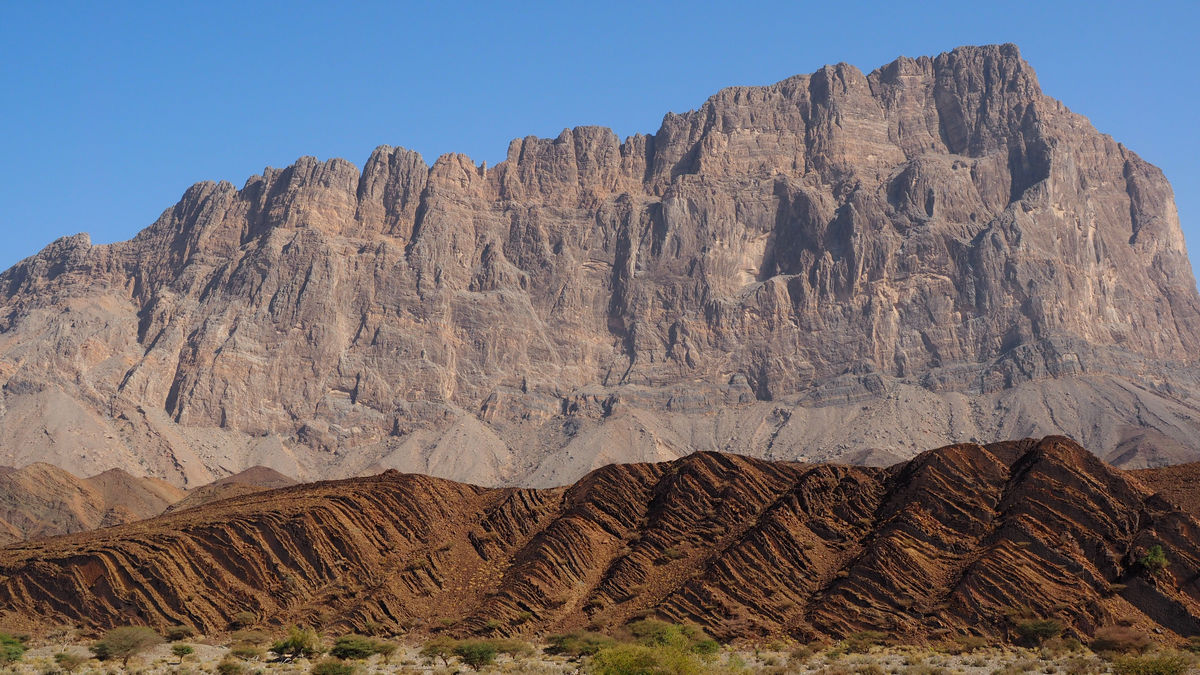
Der Dschabal Mischt